# Санта-Катерина-а-Маньянаполи
Санта-Катарина-а-Маньянаполи (итал. La chiesa di Santa Caterina a Magnanapoli) — церковь Святой Екатерины Сиенской в Маньянаполи — католический храм в Риме, в районе Монти, в Ларго Маньянаполи. Это главная церковь Военного Ординариата Италии.

## История
Церковь была построена между 1628 и 1641 годами по проекту архитектора Джованни Баттиста Сориа для женского доминиканского монастыря, существовавшего с 1574 года.
Существуют различные версии происхождения названия «Маньянаполи», о которых сообщает историк М. Армеллини. Название могло произойти от «Бальнеа Паули», римского курортного местечка, расположенного в этом районе; название постепенно изменилось с Бальнеа Паули на Бальнеаполим, на Вальнеаполис, или Вальнеанаполис, на Баньянаполи и, наконец, на Маньянаполи. Другая гипотеза связана с местом, где стояли башни и крепости семьи Колонна, великих коннетаблей Неаполя, название, которое, должно быть, читалось в эпитафиях их дворца как «Magnus Neapolis Connestabilis», откуда происходит «маньянаполи». Третья версия предполагает происхождение названия от «Bannum nea polis», военной крепости византийского происхождения, что также послужило источником названия всей территории, окружающей церковь (contrada militarium), от которой, возможно, и произошло название «Torre delle Milizie» (Башня милиции), когда-то входившей в состав монастыря, примыкающего к церкви.
Район, где расположена церковь, за последнее столетие претерпел существенные изменения. Сразу после объединения Италии была создана новая улица: Виа Национале, что привело к значительному понижению уровня земли, в результате чего площадь перед церковью полностью исчезла и пришлось создать двумаршевую лестницу, ведущую ко входу в церковь. В 1920-х годах, чтобы придать большее значение Башне Милиции и Рынкам Траяна, монастырь, примыкавший к церкви справа и включавший в себя эти древние постройки, был почти полностью снесён. Под лестницей, ведущей в церковь, устроен склеп, посвященный римлянам, павшим в двух мировых войнах.

## Архитектура и произведения искусства церкви
Внутри церковь имеет один неф с тремя капеллами по каждой стороне. В своде находится фреска Луиджи Гарци 1713 года, изображающая «Славу Святой Екатерины». В пресбитерии находится алтарная композиция «Экстаз святой Екатерины», когда-то ошибочно приписываемая Дж. Л. Бернини, но на самом деле являющаяся шедевром Мельхиоре Кафы. В алтаре находится скиния из позолоченной бронзы, агата и лазурита работы Карло Маркионни. Церковь украшают картины восемнадцатого века, такие как «Святой Доминик, воскрешающий ребёнка» (1706) работы Бьяджо Пуччини в третьей капелле справа.
На контрфасаде церкви, внутри богатого позолоченного деревянного футляра находится церковный орган, построенный органостроительной компанией Balbiani-Vegezzi-Bossi в 1935 году. Инструмент без демонстрационных трубок имеет оригинальную пневмотрубчатую передачу и 14 регистров. Пульт с двумя клавиатурами и педалями расположен на хоре, расположенном между контрфасадом и первым приделом слева.
- Интерьер главного нефа
- Слава Святой Екатерины Сиенской. Фреска плафона. Л. Гарци
- Скиния (табернакль) алтаря. К. Маркионни
- М. Кафа. Экстаз Святой Екатерины Сиенской. 1666
- Орган